# Cavalcada de les valquíries
| La cavalcada de les Valquíries                                               |
|                                                                              |
| Interpretada per l'American Symphony Orchestra per a Edison Records en 1921. |
|                                                                              |

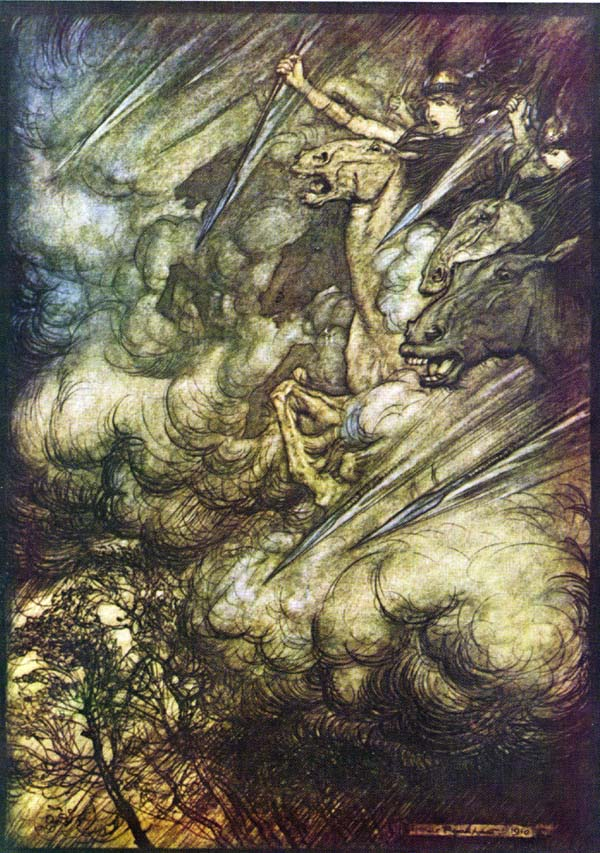
Pintura d'Arthur Rackham il·lustrant la Cavalcada de les Valquíries.

La cavalcada de les valquíries (en alemany Walkürenritt) és el terme popular per designar el començament de l'acte III de l'òpera Die Walküre, composta per Richard Wagner. És una de les àries més populars de Wagner, és sovint represa en el cinema i la publicitat i va ser utilitzat políticament, sobretot pel moviment nacional-socialista.
A més a més de la interpretació integral de la seva òpera, és avui sovint tocada de manera separada en versió de concert.

## Història
El leitmotiv que componia el tema principal va ser escrit pel compositor el 23 de juliol de 1851 però la cavalcada apareix sota la seva forma completa el 1854 i la seva primera orquestració el 1856. Va ser interpretada per primera vegada el 26 de juny de 1870 amb l'estrena de Die Walküre al Bayerische Staatsoper. Tanmateix, aquesta primera primera representació es va fer en contra de la voluntat de Wagner, aquest últim va imposar un embargament sobre totes les representacions en versió de concert; i no seria fins a 1876 en la creació de la tetralogia Der Ring des Nibelungen a Bayreuth que aquest embargament fos aixecat. Wagner la va dirigir personalment en versió de concert a Londres el 12 de maig de 1877 on la va representar en bis.

## Trama

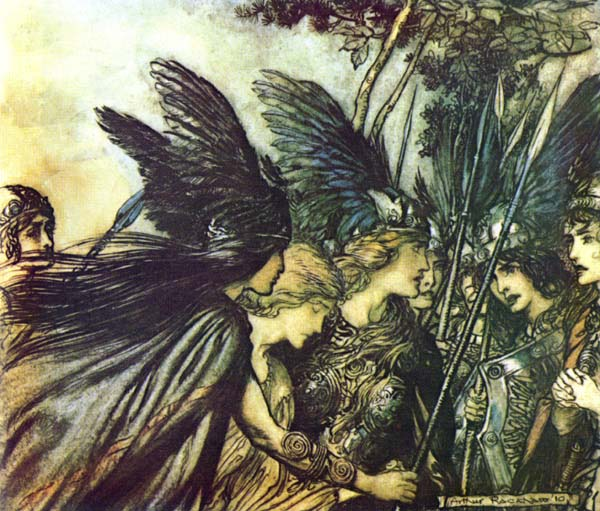
Brunnhilda retroba les seves germanes esporuguides amb Sieglinde

A l'òpera de la qual forma part, la cavalcada acompanya les valquíries de tornada dels camps de batalles. Aquestes preparant-se per remuntar al Valhalla amb les ànimes d'herois morts al camp de batalla; els seus crits són un signe d'adhesió. Aquestes «verges guerreres» seran confrontades a la traïció d'una d'elles, Brunilda, contra el seu pare Wotan.

## En la cultura popular
En la cultura popular, el tema és utilitzat recurrentment en diversos àmbits, si bé aquestes recuperacions desnaturalitzen sovint la seva utilització inicial en Die Walküre.
Un dels exemples més cèlebres és la seva utilització en el film Apocalypse Now en el moment del cèlebre atac dels helicòpters americans. També és cèlebre la seva utilització en el curtmetratge d'animació dels Looney Tunes dirigit per Chuck Jones What's Opera, doc?.
També s'utilitza en certes escenes de la pel·lícula de Federico Fellini 8 e 1⁄2, sobretot quan Guido, el personatge de Marcello Mastroianni, fueteja les dones del seu harem imaginari. A la pel·lícula Il mio nome e nessuno, Ennio Morricone utilitza aquest tema a cada aparició de l'horda salvatge però per parodiar-lo millor per tal de desacreditar l'horda.
Pot ser escoltada també a la pel·lícula Ghost Rider, quan Johnny Blaze tempta un salt de 90 metres sobre 6 helicòpters Black Hawk.
A la pel·lícula Els guardians, ressona de nou quan el Dr. Manhattan rememora quan era amb El Comediant sobre un camp de batalla durant la Guerra del Vietnam, sent probablement aquesta una referència a Apocalypse Now.
A la televisió, cal esmentar una miniaparició en un episodi de la sèrie d'animació The Simpsons, quan Homer troba la seva mare i quan arriba Mr. Burns davant la casa dels Simpson amb carros d'assalt (la música no dura més que 5 segons).
En la pelicula animada Rango, també apareix en el minut 55:30 quan el xèrif Rango i els vilatans recuperen una garrafa d'aigua i comença una persecució amb una gran quantitat de talps i ratpenats al Gran Canó.

## Recuperació nazi
Un grup d'assalt alemany hauria fet interpretar la cavalcada sobre ones curtes abans de llançar les ofensives de la Segona Guerra Mundial. Aquesta anècdota és referenciada en El Soldat Oblidat de Guy Sajer.
Va ser utilitzada en pel·lícules de propaganda nazi, sobretot la sèrie Die Deutsche Wochenschau.